# Emin Cəfərquliyev
Emin Cəfərquliyev (ur. 17 czerwca 1990 w Sumgaicie, Azerbejdżan) – azerski piłkarz występujący na pozycji obrońcy. W reprezentacji Azerbejdżanu zadebiutował w 2008 roku. Rozegrał w niej jeden mecz.